# Charles Schlee
Charles Wilhelm Daniel Schlee (Copenaghen, 21 luglio 1873 – Cambridge, 5 gennaio 1947) è stato un pistard statunitense.
Schlee partecipò ai Giochi olimpici di Saint Louis 1904 in sei delle sette gare di ciclismo previste all'epoca. Vinse la medaglia d'oro nella gara delle cinque miglia.

## Piazzamenti

### Competizioni mondiali
- Giochi olimpici

St. Louis 1904 - Terzo di miglio: 4º
St. Louis 1904 - Mezzo miglio: eliminato in semifinale
St. Louis 1904 - Un miglio: eliminato al primo turno
St. Louis 1904 - Due miglia: posizione sconosciuta
St. Louis 1904 - Cinque miglia: 1º
St. Louis 1904 - Venticinque miglia: ritirato